# نینا هوس
نینا هوس (انگلیسی: Nina Hoss؛ زادهٔ ۷ ژوئیهٔ ۱۹۷۵) یک هنرپیشه اهل آلمان است.
از فیلم‌های او می‌توان به بازگشت به مونتاوک اشاره کرد.